# 서지영 (배우)
{{배우 정보
| 이름 = 서지영
| 출생일 = 1981년 6월 2일(44세)
| 출생지 = 대한민국 서울특별시 강남구 압구정동
| 직업 = 가수·배우
| 활동기간 = 1998년~2011년
| 부모 = 서국환(부)·조은주(모)
| 학력 = 동덕여자대학교 대학원 신문방송학과 언론학 석사 수료(2015년 8월)
| 형제자매 = [[서배준](오빠)
| 소속사 = 제이스타엔컴퍼니
| 배우자 = 김경구
| 자녀 = 1남 1녀
| 친척 = 서종철(친조부) 
 장효기(친조모) 
 서승환(친숙부) 
 홍승희(친숙모)
| 종교 = 개신교
| 웹사이트 = 
}}
서지영(1981년 6월 2일~)은 대한민국의 가수이자 배우이다. 1998년에 혼성 댄스 팝 음악 그룹 《샵(S#arp)》으로 처음 데뷔했다.

## 학력
- 신구중학교(졸업)
- 현대고등학교(전학)→한양대학교 사범대학 부속여자고등학교(졸업)
- 경희대학교 포스트모던음악학과(학사)
- 동덕여자대학교 대학원 신문방송학과(언론학 석사과정 수료)

## 개요
본관은 달성이며, 전직 제20대 대한민국 국방부 장관을 지낸 예비역 육군 대장 서종철의 손녀이기도 하고, 친정 아버지 서국환(徐國煥)은 할아버지 서종철 장군의 장남이며, 작은 아버지는 박근혜 정부에서 전직 초대 국토교통부 장관을 역임한 대학 교수 출신의 서승환이다.

## 활동 내역
샵 시절 독특한 음색과 귀여운 비주얼로 팬들의 인기를 한몸에 받았던 멤버였다.  이지혜와의 시너지는 현재까지도 역대 혼성 그룹 중 최고였다고 평가받을 정도라고도 할 수가 있다. 샵은 코요태, 쿨과 함께 1990년대 후반부터 2000년대 초반까지 한국내 가요계에서 가장 큰 인기를 얻은 혼성그룹이었으며, 그룹 안에서도 서지영의 인기는 최상위권이었다.
1998년 혼성그룹 샵의 일원으로 데뷔하였다. 2004년에는 미안하다, 사랑한다를 통해 배우로 데뷔했다. 2005년에는 솔로 앨범을 발표했다. 2008년 경희대학교 포스트모던음악과를 졸업하였다.
2011년 11월 10일 5살 연상의 금융계 종사자인 김경구와 결혼하였으며 슬하에 1남 1녀를 두고 있었다.

## 수상 내역
- MBC에브리원 ‘식신원정대’ - 베스트잡식상 수상[7]

## 음반 활동
- 1집 《Listen to My Heart》
- 2집 《Different this time》
- 《서지영 스페셜》(Special)
- 《김우주 & 서지영》(Happiness)
- 싱글 Christmas Present
- 드라마 당돌한 여자 OST 《I Love You》

## 대표곡
- Stay In Me
- 몸살(Flu)
- Hey (쿨)Boy

## 출연 작품

### 드라마
- KBS2 월화 드라마 미안하다, 사랑한다 - 강민주 역 (2004년)
- SBS 아침 드라마 당돌한 여자 - 왕세빈 역 (2010년)
- SBS 드라마 스페셜 대물 - 김지수 역 (2010년)

### 예능
- 해피투게더 (KBS2)
- 켠김에 왕까지 (온게임넷(OGN)) (2010년)
- 신비한 TV 서프라이즈 (MBC)
- 식신원정대 (MBC 에브리원)
- 스타일 웨이브 (온스타일)